# Bujoreni
Bujoreni es una comuna ubicada en el distrito de Teleorman, Rumania.

## Superficie
Posee una superficie de 36,48 kilómetros cuadrados.

## Demografía
Hasta 2021 la población era de 935 habitantes, con una densidad de población de 25,63 habitantes por kilómetro cuadrado.